# Audrey Dana

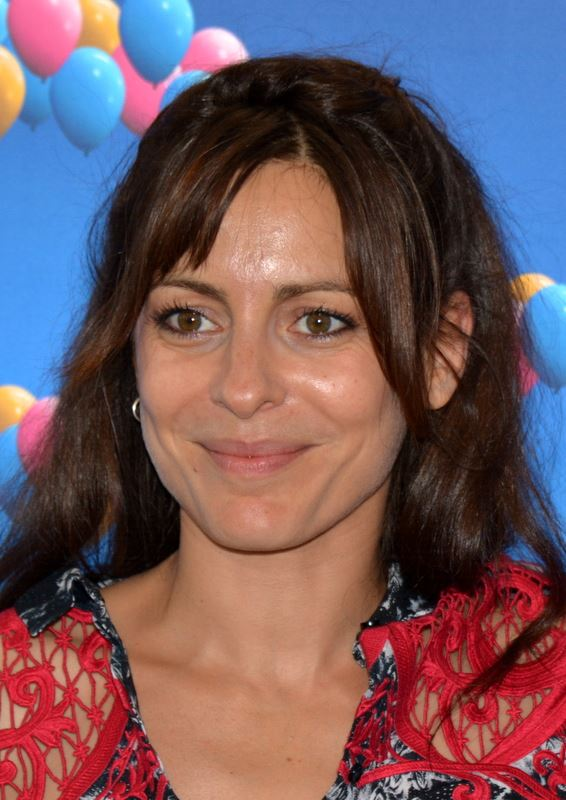
Audrey Dana, 2014

Audrey Statler Rachel Dana (* 21. September 1977 in Rueil-Malmaison, Hauts-de-Seine) ist eine französische Theater- und Filmschauspielerin sowie Drehbuchautorin und Filmregisseurin.

## Leben
Audrey Dana kam als eines von vier Kindern eines jüdischstämmigen Journalisten und einer katholischen US-Amerikanerin in der Nähe von Paris zur Welt. Sie wuchs in Beauce auf, wo ihre Mutter Mary den Bauernhof der Familie zum Heim für vernachlässigte Kinder umfunktionierte. Dadurch wurde Dana bereits früh mit Gewalt und Drogen konfrontiert. Nach dem Weggang der überforderten Mutter wurde sie dort von ihrer älteren Schwester Marie-Noëlle großgezogen.
Dana, die schon als Kind Schauspielerin werden wollte, besuchte das Konservatorium in Orléans, das sie mit Auszeichnung abschloss, und anschließend die École supérieure d’art dramatique in Paris. Nachdem Dana, die neben der französischen auch die US-amerikanische Staatsbürgerschaft besitzt, zwei Jahre lang in New York gelebt hatte, kehrte sie nach Paris zurück. Dort stand sie fortan regelmäßig auf der Bühne, so auch 2004 in Bernard Werbers Nos amis les humains. Werber bot ihr schließlich eine Rolle in Nos amis les terriens (2006) an, einer Filmadaption seines Stücks, für die er das Drehbuch schrieb und auch die Regie übernahm. Der Regisseur Claude Lelouch trat dabei als Produzent in Erscheinung. Überzeugt von ihrem Talent, gab ihr Lelouch daraufhin die Rolle der Huguette in seinem Thriller Roman de gare (2007) an der Seite von Dominique Pinon und Fanny Ardant.
Ihre Darbietung in Roman de gare brachte Dana den Romy-Schneider-Preis und eine Nominierung für den César in der Kategorie Beste Nachwuchsdarstellerin ein. Für ihre Rolle in Welcome (2009), einem Filmdrama über illegale Migration, wurde sie in der Kategorie Beste Nebendarstellerin erneut für den César nominiert. 2010 stand sie für den Film Nous trois gemeinsam mit Emmanuelle Béart vor der Kamera. Noch im selben Jahr folgten mit der Rolle einer Kinobetreiberin in dem im besetzten Paris der 1940er Jahre spielenden Filmdrama Ces amours-là eine weitere Zusammenarbeit mit Claude Lelouch, die weibliche Hauptrolle in dem in Französisch-Guayana spielenden Abenteuerfilm 600 Kilo pures Gold! sowie ein Auftritt in Bertrand Bliers Filmkomödie Der Klang von Eiswürfeln neben Jean Dujardin.
Mit der Komödie French Women – Was Frauen wirklich wollen (2014) inszenierte Dana ihren ersten Spielfilm, für den sie neben Isabelle Adjani, Vanessa Paradis und Laetitia Casta auch eine Rolle als eine von elf in Paris lebenden Frauen übernahm. Der Film erwies sich als kommerzieller Erfolg, wurde jedoch für die stereotypische Darstellung von Frauen kritisiert. Anschließend war sie an der Seite von Isabelle Huppert in der Komödie Sehnsucht nach Paris (2014) zu sehen. Bei der 2017 veröffentlichten Komödie Mein neues bestes Stück kam sie erneut als Regisseurin zum Einsatz und spielte gleichzeitig die Hauptrolle neben Christian Clavier. Unter der Regie von Martin Provost war sie daraufhin in der Tragikomödie Ein Kuss von Béatrice (2017) an der Seite von Catherine Deneuve und Catherine Frot zu sehen.
Aus einer Beziehung mit dem Regisseur Mabrouk El Mechri hat Dana einen Sohn (* 2008). Aus einer vorangegangenen Beziehung stammt ebenfalls ein Sohn (* ca. 2000).

## Filmografie (Auswahl)
- 2006: Nos amis les terriens
- 2007: Roman de gare
- 2007: Ce soir, je dors chez toi
- 2008: Second souffle (Kurzfilm)
- 2009: Tellement proches
- 2009: Welcome
- 2009: Ah! La libido

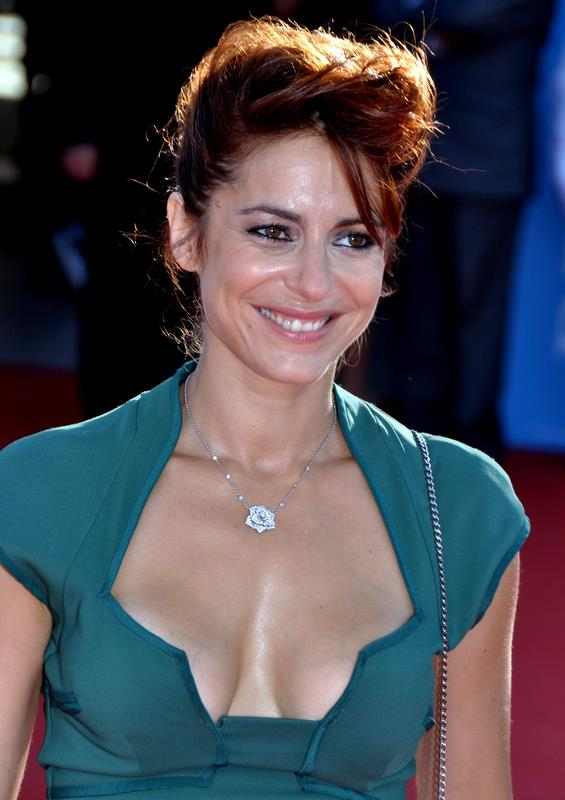
Dana beim Festival des amerikanischen Films in Deauville, 2012

- 2009: La différence, c’est que c’est pas pareil
- 2010: Nous trois
- 2010: Ces amours-là
- 2010: 600 Kilo pures Gold! (600 kilos d’or pur)
- 2010: Der Klang von Eiswürfeln (Le bruit des glaçons)
- 2011: Jouer avec le feu (Kurzfilm)
- 2011: Le secret de l’enfant-fourmi
- 2012: Torpedo
- 2013: Les jeux des nuages et de la pluie
- 2013: Der jüdische Kardinal (Le métis de Dieu)
- 2014: French Women – Was Frauen wirklich wollen (Sous les jupes des filles) – auch Regie und Drehbuch
- 2014: Sehnsucht nach Paris (La ritournelle)
- 2015: Boomerang
- 2015: French Cuisine (Pension complète)
- 2017: Mein neues bestes Stück (Si j’étais un homme) – auch Regie und Drehbuch
- 2017: Ein Kuss von Béatrice (Sage femme)
- 2017: Docteur Knock – Ein Arzt mit gewissen Nebenwirkungen (Knock)
- 2019: Convoi exceptionnel
- 2019: La vérité si je mens! Les débuts
- 2019: Le voyageur (TV-Film)
- 2019: Pour Sarah (TV-Miniserie)
- 2020: Profession du père
- 2021: Menschliche Dinge (Les choses humaines)
- 2021: L’ami qui n’existe pas (TV-Film)
- 2022: Der Patient (Le patient) (TV-Film)
- 2023: Les âmes sœurs
- 2024: Zorro (TV-Serie)

## Auszeichnungen
- 2008: Nominierung für den César in der Kategorie Beste Nachwuchsdarstellerin für Roman de gare
- 2008: Nominierung für den Prix Lumières in der Kategorie Beste Nachwuchsdarstellerin für Roman de gare
- 2008: Romy-Schneider-Preis als beste Nachwuchsdarstellerin
- 2010: Nominierung für den César in der Kategorie Beste Nebendarstellerin für Welcome
- 2013: Chevalier de l’Ordre des Arts et des Lettres (Ritterkreuz des Ordens der Künste und der Literatur)[6]
- 2014: Nominierung für den Publikumspreis beim Filmfest Hamburg für French Women – Was Frauen wirklich wollen
- 2021: Officier de l’Ordre des Arts et des Lettres (Offizierskreuz des Ordens der Künste und der Literatur)[7]